# State of the Nation Address

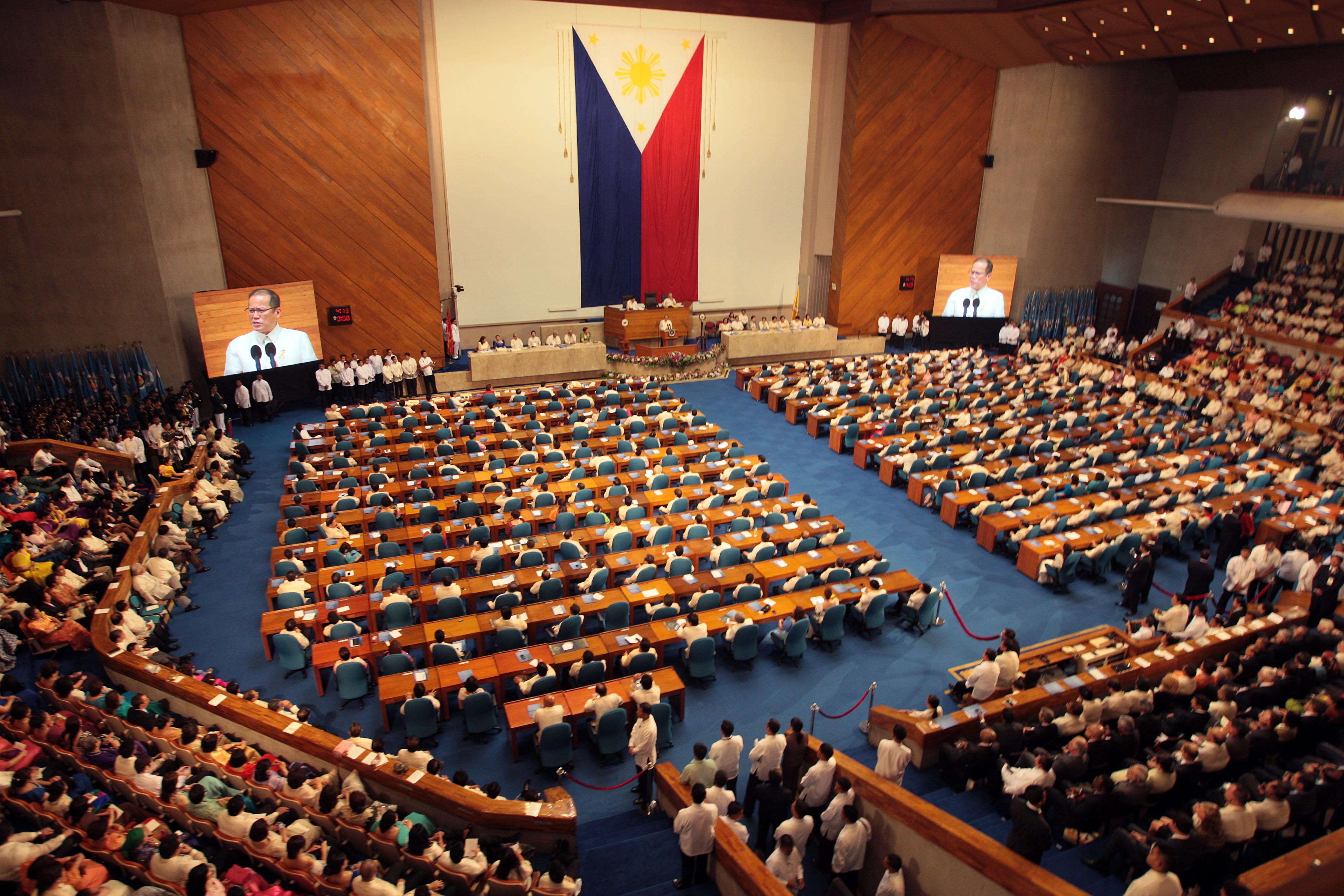
State of the Nation Address in 2011

De State of the Nation Address (afgekort: SONA) is een jaarlijkse toespraak van de president van de Filipijnen tot de leden van het Filipijns Congres tijdens een gezamenlijke zitting van het Filipijnse Huis van Afgevaardigden en de Filipijnse Senaat, over de staat van het land. De toespraak is min of meer vergelijkbaar met de Amerikaanse State of the Union of de Nederlandse Troonrede. De president maakt in de toespraak de plannen en politieke doelstellingen voor het komende jaar bekend. 
De SONA vindt plaats op de eerste dag dat de beide kamers van het Filipijnse Congres weer bij elkaar komen.